# BC United
Le BC United (Uni pour la Colombie-Britannique), anciennement le Parti libéral de la Colombie-Britannique, est un parti politique provincial de la Colombie-Britannique au Canada.
Le parti est fiscalement conservateur et socialement modéré ou libéral, bien qu'il existe plusieurs factions socialement conservatrices dans le parti. Le parti existe sous le nom de Parti libéral de la Colombie-Britannique de sa création en 1903 jusqu'en 2023.

## Histoire

### Débuts

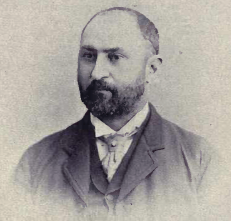
Joseph Martin, premier chef du Parti libéral en 1903.

L'histoire du parti en Colombie-Britannique remonte à 1903, lorsque l'Assemblée législative de la Colombie-Britannique reconnait les partis politiques pour la première fois. Le parti porte alors le nom de Parti libéral de la Colombie-Britannique.
Le premier chef du parti est Joseph Martin. Il démissionne de son poste de chef libéral le 2 juin 1903.

### L'élection de 1952
En 1952, grâce à une coalition libérale-conservatrice , le Parti libéral de la Colombie-Britannique réussit à prendre sa place dans le monde politique de la Colombie-Britannique. Par contre, cette coalition s'effondre en 1951 et le gouvernement libéral minoritaire déclenche des élections provinciale en 1952.
Ces élections changent le visage de la politique de la Colombie-Britannique lorsque le Parti Crédit social de la Colombie-Britannique, une coalition de factions populaires ayant des racines en Alberta, défait les libéraux.
Pendant les 20 années suivantes, les libéraux ne réussissent jamais à remporter plus d'une poignée de sièges, et le Crédit social réussit un remarquable parcours de 20 ans au pouvoir,.

### Dans la marge
En 1972, une lueur d'espoir semble ouvrir une voie au Parti libéral de Colombie-Britannique qui est quand même défait lors des élections où il n'obtient que cinq sièges.
Aux élections de 1974, le parti n'obtient qu'un seul siège.
En 1979, il est complètement exclu de l'Assemblée législative de la Colombie-Britannique.
En 1983 et 1986, c'est la même chose. Le parti ne fait plus partie de la vie parlementaire de la province.

### Renouveau récent
En 1987, Gordon Wilson reconstruit le parti ce qui vaut 17 sièges au Parti libéral de la Colombie-Britannique en 1991. Le parti forme l'opposition officielle.

### Sous le gouvernement de Gordon Campbell: 2001-2011
En 2001, Campbell et les libéraux sont portés au pouvoir lors d'un glissement de terrain, remportant 77 des 79 sièges.
Au pouvoir, Campbell utilise sa majorité pour faire adopter des réductions d'impôt substantielles suivies de réductions importantes dans les ministères et les services sociaux.
En 2004, le gouvernement Campbell dépose un budget équilibré et un deuxième budget équilibré en 2005.

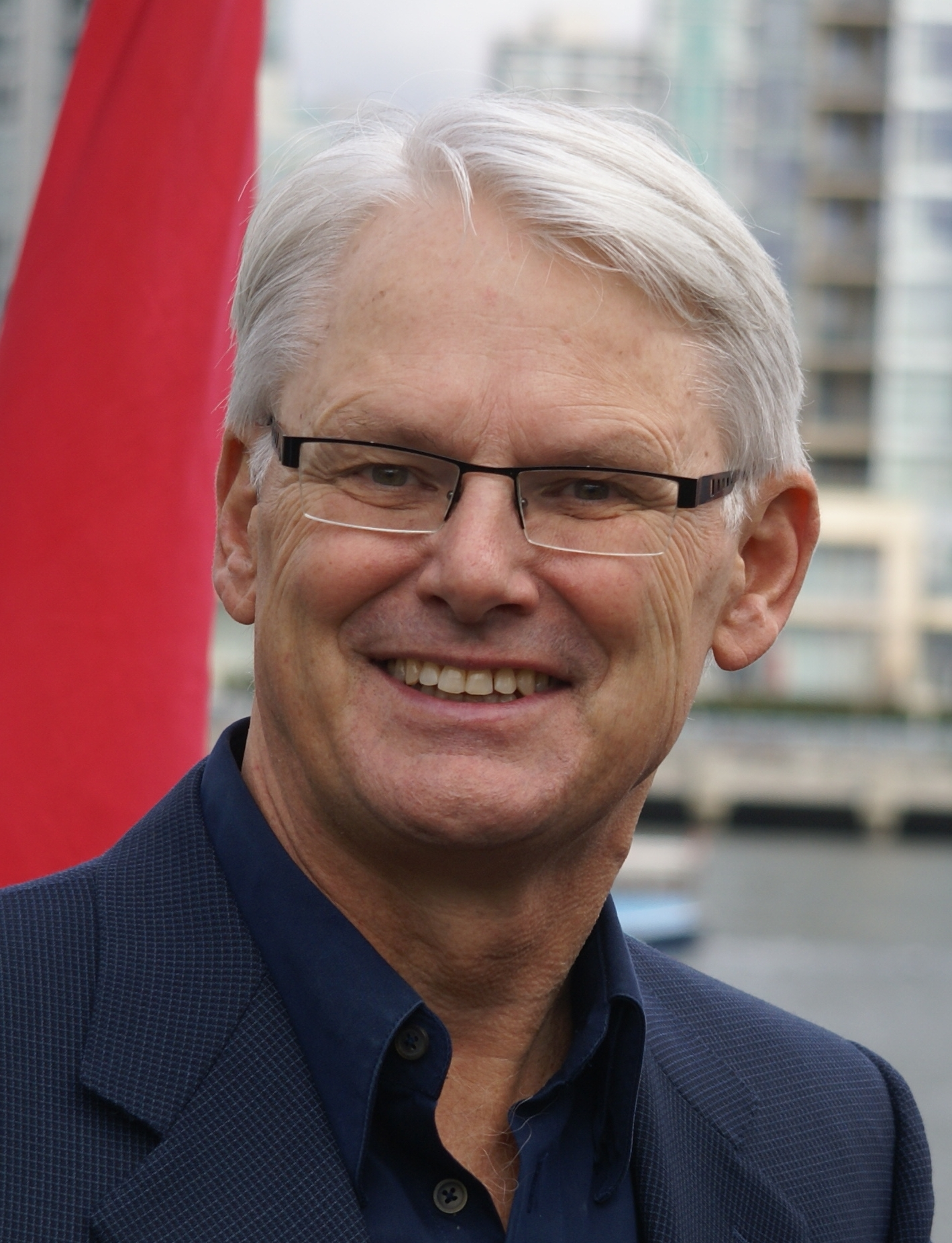
Gordon Campbell est Premier ministre de la Colombie-Britannique de 2001 à 2011.

### Sous le gouvernement de Christy Clark: 2011-2017
Le 26 février 2011, à titre de chef du parti au pouvoir, Christy Clark devient la 35e première ministre de la Colombie-Britannique.
Au pouvoir, elle insiste sur le réduction de la dette provinciale et sur le développement de l'industrie gazière.
Elle insiste aussi sur un gel de certains programmes sociaux, le contrôle des dépenses, la construction de routes et de barrages hydroélectriques.

### Andrew Wilkinson devient le chef du Parti libéral de la Colombie-Britannique
Andrew Wilkinson (en) réussit à devenir président du Parti libéral et est fier de voir les libéraux ramener la libre entreprise en Colombie-Britannique en 2001.
Son implication dans la vie politique se poursuit avec sa nomination en tant que sous-ministre au sein du gouvernement de la Colombie-Britannique, où il sert la province pendant un certain nombre d'années avant de retourner à la pratique privée. 
En 2013, Wilkinson est élu député de sa circonscription de Vancouver-Quilchena. Au cours de cette période, il est nommé à de nombreux postes au Cabinet, le dernier étant Procureur général et Ministre de la justice,.
En février 2018, Andrew Wilkinson est élu pour succéder à Christy Clark à la tête du Parti libéral de la Colombie-Britannique,,,.
Le 24 octobre 2020, lors des élections générales, les libéraux perdent 15 sièges à l'Assemblée législative. Deux jours plus tard, Andrew Wilkinson annonce qu'il démissionnera comme chef du parti dès la nomination d'un remplaçant. Un mois plus tard, devant le désir de Wilkinson de partir plus tôt, le Parti libéral nomme la députée de Prince George-Valemount, Shirley Bond, comme cheffe intérimaire du parti.

### Kevin Falcon et le changement de nom du parti
À la suite de la course à la direction du parti, l'ancien ministre provincial des Finances, Kevin Falcon (en), est élu comme nouveau chef de la formation le 5 février 2022. Falcon, ayant exprimé durant la course l'idée de changer le nom du parti, entame immédiatement le processus pour ce changement. Le nom retenu, après trois mois de consultation, est BC United (Uni pour la Colombie-Britannique). Après une majorité à 80 % de « oui » obtenue lors d'un vote de ses membres, le Parti libéral de la Colombie-Britannique devient officiellement le BC United lors du congrès du parti le 12 avril 2023.

## Chefs du parti
- 1903 - 1903 : Joseph Martin

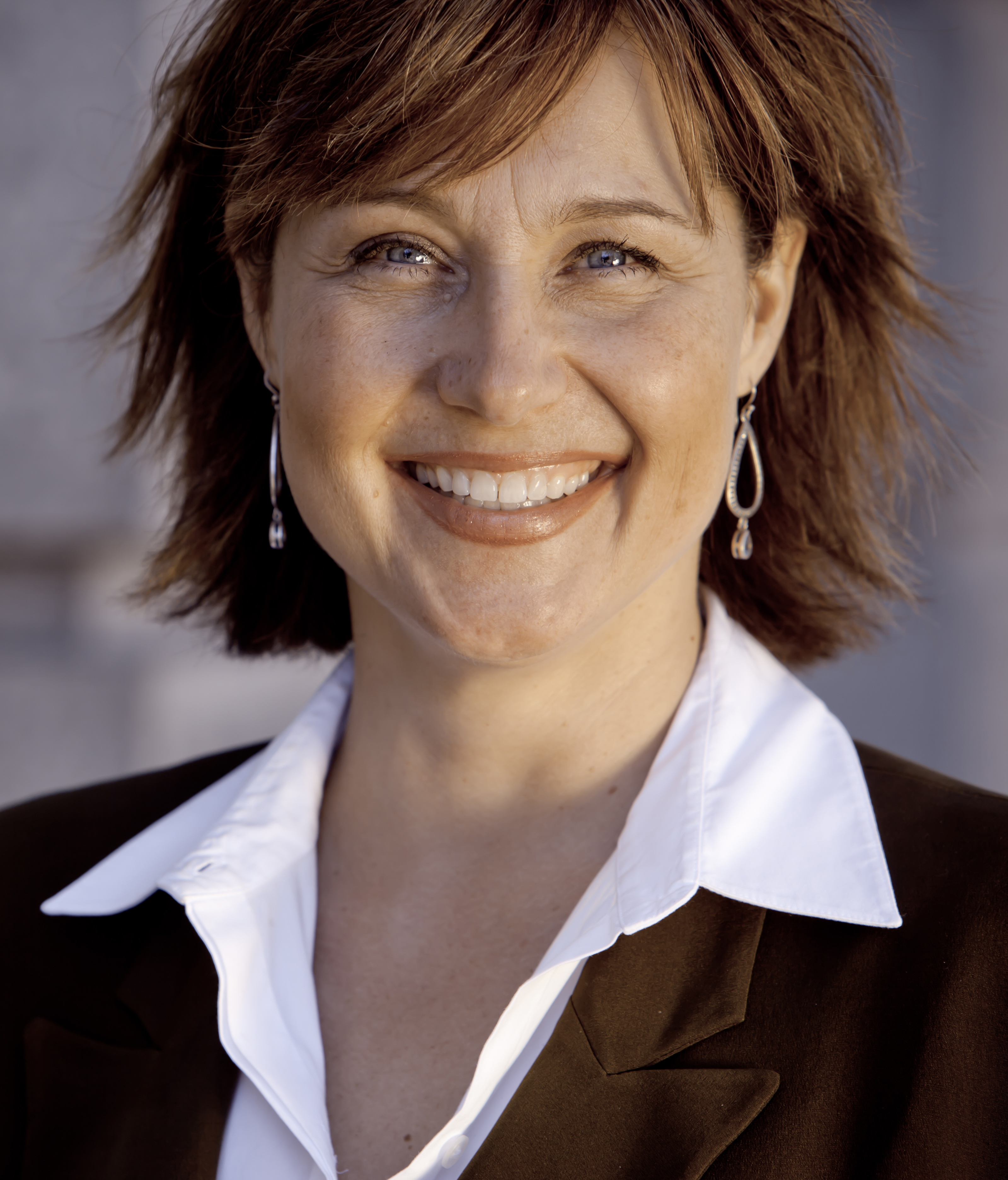
Christy Clark a été Cheffe du parti de 2011 à 2017.

- octobre 1903 – octobre 1909 : James Alexander MacDonald[23]
- octobre 1909 – mars 1912 : John Oliver
- mars 1912 – 1er mars 1918 : Harlan Carey Brewster
- 1er mars 1918 – 17 août 1927 : John Oliver (2)
- 17 août 1927 – octobre 1928 : John Duncan MacLean
- octobre 1928 – janvier 1929 : Thomas Dufferin Pattullo (intérim)
- janvier 1929 – 9 décembre 1941 : Thomas Dufferin Pattullo
- 9 décembre 1941  – 29 décembre 1947 : John Hart
- 29 décembre 1947 – avril 1953 : Byron Ingemar Johnson
- avril 1953 – mai 1959 : Arthur Laing
- mai 1959 – octobre 1968 : Ray Perrault
- octobre 1968 – 22 mai 1972 : Patrick Lucey McGeer
- 22 mai 1972 – 28 septembre 1975 : David Anderson
- 28 septembre 1975 – 19 février 1979 : Gordon Gibson
- 19 février 1979 – 25 mai 1981 : Jev Tothill
- 25 mai 1981 – 31 mars 1984 : Shirley McLoughlin
- 31 mars 1984 – 30 octobre 1987 : Art Lee
- 30 octobre 1987 – 11 septembre 1993 : Gordon Wilson[24]
- 11 septembre 1993 – 26 février 2011 : Gordon Campbell[7]
- 26 février 2011 – 4 août 2017 : Christy Clark[22]
- 4 août 2017 – 3 février 2018 : Rich Coleman (intérim)
- 3 février 2018 – 21 novembre 2020 : Andrew Wilkinson (en)
- 23 novembre 2020 - 5 février 2022 : Shirley Bond (intérim)
- depuis le 5 février 2022 : Kevin Falcon (en)

## Résultats d'élection
Dans le graphique on peut voir en détail les sièges obtenus par le Parti libéral de la Colombie-Britannique aux élections de la province entre 1903 et 2017 :

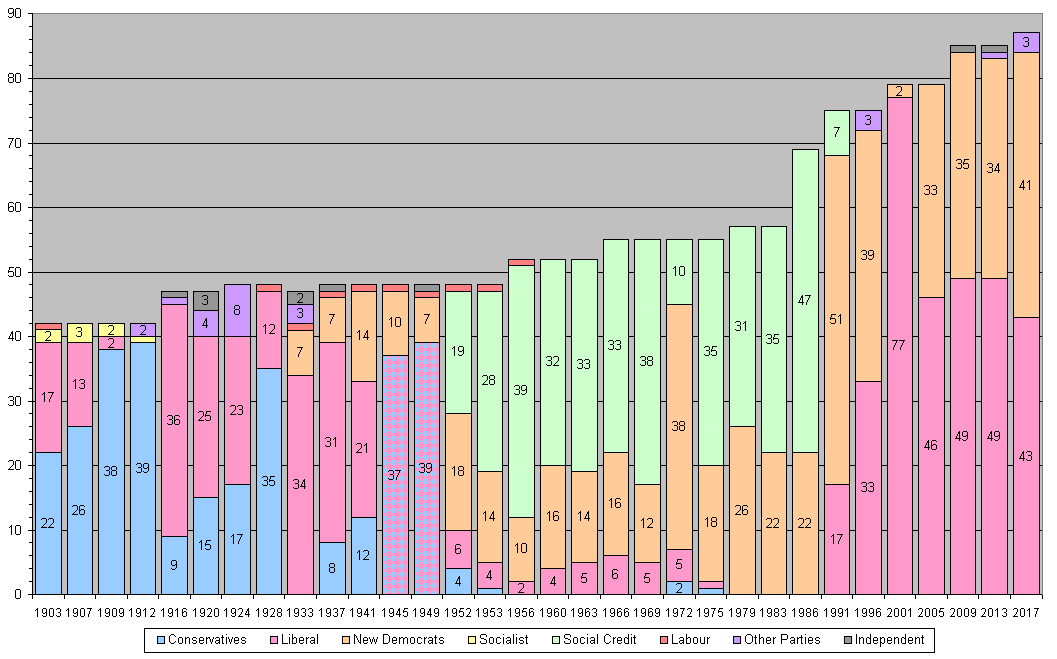
En rose les performances du Parti libéral de la Colombie-Britannique aux élections provinciales de 1903 à 2017.